# Halchita
Halchita (navaho Halchíítah) és una concentració de població designada pel cens dels Estats Units a l'estat de Utah. Segons el cens del 2000 tenia 270 habitants.

## Demografia
Segons el cens del 2000, Halchita tenia 270 habitants, 59 habitatges, i 55 famílies. La densitat de població era de 6,1 habitants per km².
Dels 59 habitatges en un 62,7% hi vivien nens de menys de 18 anys, en un 59,3% hi vivien parelles casades, en un 32,2% dones solteres, i en un 5,1% no eren unitats familiars. En el 5,1% dels habitatges hi vivien persones soles el 5,1% de les quals corresponia a persones de 65 anys o més que vivien soles. El nombre mitjà de persones vivint en cada habitatge era de 4,58 i el nombre mitjà de persones que vivien en cada família era de 4,73.
Per edats la població es repartia de la següent manera: un 45,2% tenia menys de 18 anys, un 11,9% entre 18 i 24, un 28,5% entre 25 i 44, un 11,9% de 45 a 60 i un 2,6% 65 anys o més.
L'edat mediana era de 20 anys. Per cada 100 dones de 18 o més anys hi havia 78,3 homes.
La renda mediana per habitatge era de 9.875 $ i la renda mediana per família de 9.875 $. Els homes tenien una renda mediana de 63.750 $ mentre que les dones 0 $. La renda per capita de la població era de 6.124 $. Entorn del 50,7% de les famílies i el 46,7% de la població estaven per davall del llindar de pobresa.
Segons el cens dels Estats Units del 2010 el 98,15% són nadius americans i l'1,85% blancs.

## Poblacions més properes
El següent diagrama mostra les poblacions més properes.